# 张贻祥
张贻祥（1908年—1999年5月22日），安徽省金寨县吴家湾人。中国人民解放军开国少将。

## 生平
1929年5月6日，参加立夏节起义，成为红军战士。
抗战爆发后，任八路军晋冀豫边区纵队（司令员倪志亮，副司令员王树声，政委黄镇）政治部副主任。1943年元月八路军第一二九师司令部政治协理员张贻祥调入军工部门工作。
1953年冬，华北军区军械部政委张贻祥调军委总军械部，带领常规武器试验靶场场址勘选小组在内蒙古勘察场址。出任总军械部常规武器试验靶场首任场长。1955年，授予中国人民解放军少将。
1957年底参与组建导弹试验靶场勘址、确定配置和建设方案。任解放军工程兵特种工程指挥部党委委员、第二十试验基地副司令员、司令员。1979年调回内地。1983年离休。